# Leo Casagrande
Leo Casagrande (* 17. September 1903 in Haidenschaft; † 25. Oktober 1990 in Waltham) war ein austroamerikanischer Bauingenieur für Geotechnik.

## Leben
Leo Casagrande wuchs ab 1918 bei einem Onkel in Wien auf und ist der Bruder des bekannten Geotechnikers Arthur Casagrande. Wie sein Bruder studierte er Bauingenieurwesen an der TU Wien und erwarb sein Diplom mit einer Arbeit über Wasserbau. 1928 arbeitete er zunächst im Hochbau für eine Baufirma in Augsburg, ging aber dann 1930 ans Massachusetts Institute of Technology, wo schon sein Bruder für den Pionier der Bodenmechanik Karl von Terzaghi arbeitete. Er folgte Terzaghi 1932 als dessen Assistent an die TU Wien und promovierte dort 1933 über Grundwasser-Sickerströmungen unter Dämmen. Danach ging er an die TU Berlin, wo er das Institut für Bodenmechanik gründete und Bodenmechanik lehrte. 1934 bis 1945 leitete er die Bodenmechanikabteilung beim Generalinspektor der deutschen Autobahnen, wo er zehn Jahre lang Hauptverantwortlicher für die anfallenden vielfältigen Grundbaufragen war. Daneben lehrte er an der TH Braunschweig, wo er 1940 Honorarprofessor wurde. Er war Referent beim Generalinspektor für das deutsche Straßenwesen und enger Mitarbeiter Fritz Todts. Von 1943 bis Kriegsende war er Chef-Ingenieur der OT-Zentrale. 1946 bis 1950 arbeitete als Forschungswissenschaftler für die Briten bei der Building Research Station in Watford. Danach ging er auf Rat seines Bruders in die USA, wo er beratender Grundbauingenieur war und nebenbei Gastdozent in Harvard. Er arbeitete dort eng mit Arthur Casagrande und Terzaghi zusammen. Ab 1956 war er Professor in Harvard. 1972 ging er als Hochschullehrer in den Ruhestand. 1969 gründete er mit seinem Bruder Arthur und seinem Sohn Dirk das Ingenieurbüro Casagrande Consultants in Arlington (Massachusetts), wo er noch bis 1986 aktiv war.
Eine Spezialgebiet, das er als Wissenschaftler erforschte und als beratender Ingenieur anwandte, war die Elektroosmose zur Baugrundverbesserung, Entwässerung und Böschungsstabilisierung.
Mit seinem Bruder Arthur war er offizieller Berater der italienischen Regierung für den Schiefen Turm von Pisa in den 1970er Jahren. Sie empfahlen damals bereits die ab 1999 mit Erfolg angewandte Methode der kontrollierten Bodenentnahme, wobei sie wiederum einer Idee des Ingenieurs Nabor Carillo folgten.
Leo Casagrande war Fellow der National Academy of Engineering, der New York Academy of Sciences und der American Society of Civil Engineers (ASCE).
Er war seit 1939 mit Carla Maria Busch verheiratet, mit der er vier Söhne und eine Tochter hatte.